# Josef Moser (Politiker, 1919)

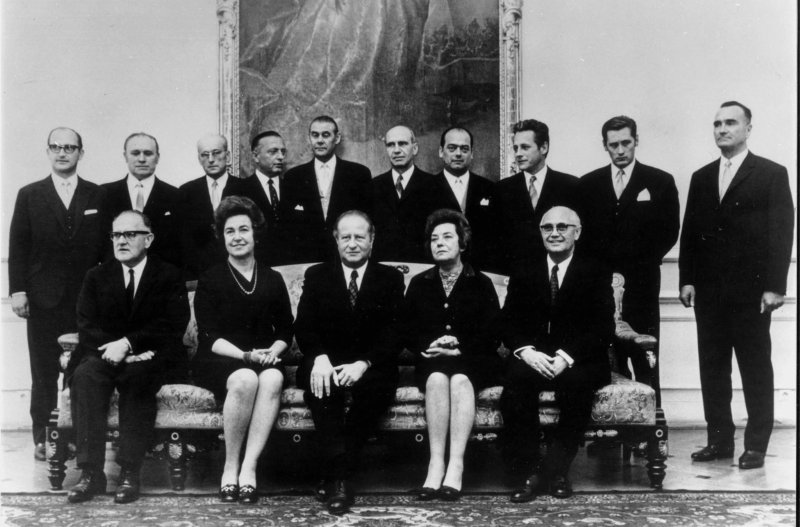
Josef Moser (2. Reihe, vierter von links) im Kabinett Kreisky I (1970)

Josef Moser (* 2. Jänner 1919 in Sankt Lambrecht als Josef Steinbrucker; † 2. März 2003 in Graz) war ein österreichischer Politiker (SPÖ) und Bundesminister für Bauten und Technik im Kabinett Kreisky.

## Leben und Wirken
Josef Moser wurde am 2. Jänner 1919 als unehelicher Sohn der Magd Ludmilla Steinbrucker (geborene Wolfsburger; * 16. September 1883 in St. Lambrecht; † 11. Oktober 1957 ebenda) in der Gemeinde St. Lambrecht geboren und noch am selben Tag auf den Namen Josef getauft. Am 17. Juni 1929 heiratete seine Mutter den Stiftischen Holzknecht Leo Moser (* 9. Juni 1881 in St. Lambrecht; † 25. Mai 1968 ebenda), der die Vaterschaft anerkannte. Dadurch wurde Josef, der am 15. August 1928 in Oberwölz gefirmt wurde, legitimiert.
Nach der Matura in Graz 1938 wurde Moser zum Kriegsdienst eingezogen. Zum 1. Mai 1938 trat Moser der NSDAP bei (Mitgliedsnummer 6.269.837). Am 16. Februar 1943 heiratete er standesamtlich in Wien und am 17. Februar 1943 kirchlich in St. Lambrecht eine Hildegard Hubmann.
Im Jahr 1946 kehrte er aus amerikanischer Kriegsgefangenschaft zurück. Darauf begann seine SPÖ-Karriere: Landessekretär der Mietervereinigung Österreichs; 1953 Grazer Gemeinderat, von 1959 bis 1980 Nationalratsabgeordneter. Als Höhepunkt seiner politischen Karriere war Moser von 1970 bis 1980 Bautenminister im Kabinett Kreisky. Moser war eines von vier ehemaligen NSDAP-Mitgliedern im ersten Kabinett Kreiskys. Ab 1970 war er Verbandsobmann der Mietervereinigung Österreichs, deren Ehrenpräsident Moser bis zu seinem Tod war.

## Auszeichnungen (Auszug)
- Ehrenring des Landes Steiermark
- Ehrenring der Stadt Graz
- 1976: Ehrensenator der Technischen Universität Wien